# 阿爾莫內森 (新澤西州)
阿爾莫內森（英語：Almonesson）是位於美國新澤西州格洛斯特縣的非建制地區。

## 歷史
阿爾莫內森的郵局於1872年設立，其後於1964年停運。

## 地理
阿爾莫內森所處的海拔為高於海平面12米（即39英呎），而該地所採用的時區為UTC-5，即北美东部时区（EST）。同時該地設有夏令時間，為UTC-5調快一小時，即UTC-4（EDT）。